# تشكيل هرمز الجيولوجي

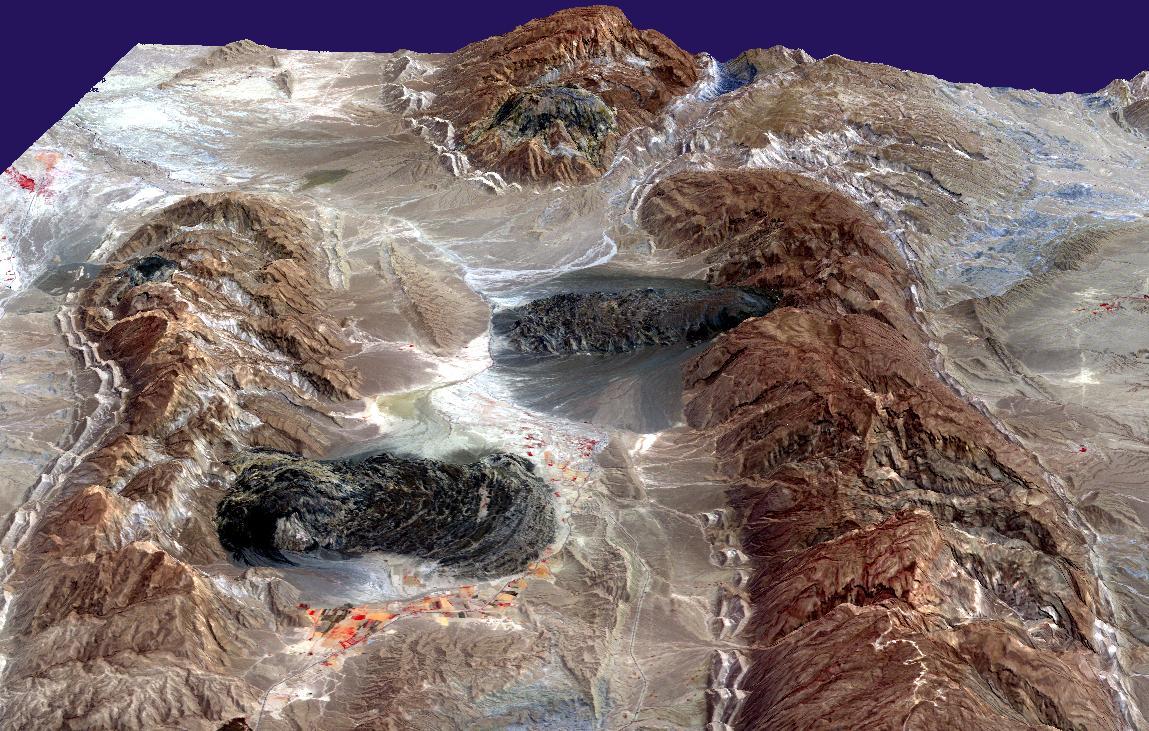
(المناطق الرمادية الداكنة) مشتقة من هاليتات هرمز، المنبثقة من قمم الطيات المحدبة في جبال زاغروس في جنوب ايران

تشكيل هرمز أو سلسلة هرمز أو متبخرات هرمز أو مجموعة هرمز هو سلسلة من المتبخرات التي تم إيداعها خلال العصر الإدياكاري (أواخر حقبة الطلائع الحديثة) في العصر الكامبري المبكر، وهي الفترة التي يشار إليها سابقا باسم تحت-الكامبري. يظهر هذا التشكيل في معظم الحالات في شكل قباب ملحية ناشئة ضمن الطيات المحدبة.(1) تسلسل الطبقات الداخلية غير مفهوم نسبيًا نتيجة لتداخلها في التكتونيات الملحة ‏(2) بعد الترسيب. وهي المكافئ الجانبي لمجموعة آرا المتبخرة في حوض جنوب عمان.

## توزيع

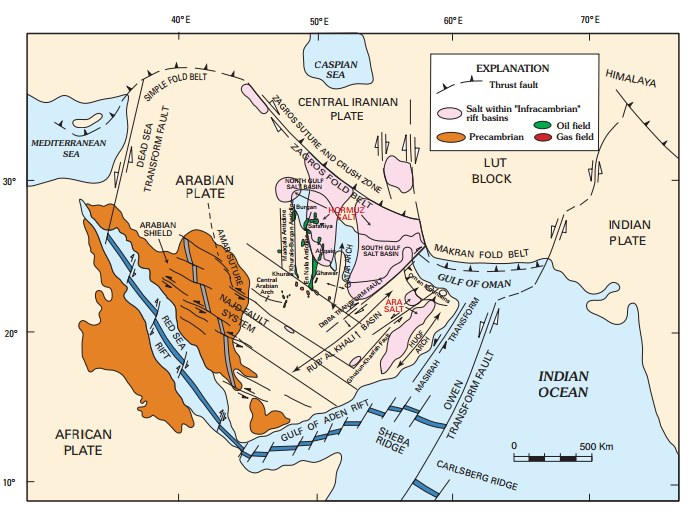
صفيحة عربية تظهر السمات التكتونية والهيكلية العامة، وأحواض الملح المتصدع تحت الكمبري، وحقول النفط والغاز في وسط الجزيرة العربية ومنطقة الخليج الشمالي.

يقع تشكيل هرمز في منطقة واسعة من جبال زاغروس وحول الخليج العربي وتحته. تم الاعتراف بحوضين ترسبين رئيسيين، هما حوضي شمال الخليج الشمالي وجنوب الخليج، ويفصل بينهما قوس قطر. تشكلت الأحواض كنتيجة للتكتونية التوسعية قرب نهاية الحركة الأوروجينية لعموم أفريقيا. كان الهيكل الرئيسي الذي تم تشكيله خلال هذه الفترة هي فوالق الانزلاق المضربي المضلعة ويمينية (الجانبي الأيمن) باتجاه الشمال الغربي-الجنوب الشرقي (NW-SE) والفوالق الامتدادية باتجاه الشمال الشرقي - الجنوب الغربي (NE-SW).

## علم الطبقات
معظم حالات تكوين هرمز مضطربة للغاية من الناحية التكتونية. إلا أنه تم التعرف على الطبقات الواسعة. 

## التأثير على هيكل زاغروس
تشكل طبقات الهاليت ضمن تسلسل هرمز أهم مستوى انفصال الطبقات ‏ داخل حزام زاغروس وحزام الدسر. كان لوجود الهاليت وسمكه تأثير كبير على هندسة حزام الدسر وقد استخدمت هذه الاختلافات لشرح التغيرات الجانبية في النمط الهيكلي على طول الحزام.

## هوامش
1. منطقة صخور القشرة المشوهة، التي تشكلت في الجزء الأمامي من الاصطدام بين الصفيحة العربية والصفيحة الأوراسية
2. دراسة الهياكل التي يتحكم فيها الملح (مثل قباب الملح) والآليات والتشوه التكتوني الذي يتضمن الملح أو المتبخرات الأخرى